# Seine-Port
Seine-Port és un municipi francès, situat al departament de Sena i Marne i a la regió de Illa de França. L'any 2007 tenia 1.927 habitants.
Forma part del cantó de Saint-Fargeau-Ponthierry, del districte de Melun i de la Comunitat d'aglomeració Melun Val de Seine.

## Demografia

### Població
El 2007 la població de fet de Seine-Port era de 1.927 persones. Hi havia 671 famílies, de les quals 118 eren unipersonals (61 homes vivint sols i 57 dones vivint soles), 217 parelles sense fills, 266 parelles amb fills i 70 famílies monoparentals amb fills.
La població ha evolucionat segons el següent gràfic:
Habitants censats

### Habitatges
El 2007 hi havia 812 habitatges, 681 eren l'habitatge principal de la família, 78 eren segones residències i 53 estaven desocupats. 688 eren cases i 119 eren apartaments. Dels 681 habitatges principals, 572 estaven ocupats pels seus propietaris, 90 estaven llogats i ocupats pels llogaters i 19 estaven cedits a títol gratuït; 6 tenien una cambra, 45 en tenien dues, 91 en tenien tres, 135 en tenien quatre i 404 en tenien cinc o més. 567 habitatges disposaven pel capbaix d'una plaça de pàrquing. A 242 habitatges hi havia un automòbil i a 406 n'hi havia dos o més.

### Piràmide de població
La piràmide de població per edats i sexe el 2009 era:
| Homes | Edats   | Dones |
| ----- | ------- | ----- |
| 0     | 95 o +  | 4     |
| 0     | 90 a 94 | 16    |
| 12    | 85 a 89 | 32    |
| 4     | 80 a 84 | 16    |
| 20    | 75 a 79 | 20    |
| 32    | 70 a 74 | 28    |
| 28    | 65 a 69 | 44    |
| 32    | 60 a 64 | 24    |
| 52    | 55 a 59 | 44    |
| 80    | 50 a 54 | 60    |
| 80    | 45 a 49 | 88    |
| 84    | 40 a 44 | 80    |
| 80    | 35 a 39 | 72    |
| 40    | 30 a 34 | 28    |
| 40    | 25 a 29 | 36    |
| 68    | 20 a 24 | 48    |
| 76    | 15 a 19 | 56    |
| 68    | 10 a 14 | 64    |
| 68    | 5 a 9   | 44    |
| 32    | 0 a 4   | 68    |

## Economia
El 2007 la població en edat de treballar era de 1.310 persones, 998 eren actives i 312 eren inactives. De les 998 persones actives 933 estaven ocupades (505 homes i 428 dones) i 65 estaven aturades (32 homes i 33 dones). De les 312 persones inactives 88 estaven jubilades, 140 estaven estudiant i 84 estaven classificades com a «altres inactius».

### Ingressos
El 2009 a Seine-Port hi havia 690 unitats fiscals que integraven 1.846,5 persones, la mediana anual d'ingressos fiscals per persona era de 29.999 €.

### Activitats econòmiques
Dels 95 establiments que hi havia el 2007, 1 era d'una empresa alimentària, 2 d'empreses de fabricació d'altres productes industrials, 13 d'empreses de construcció, 14 d'empreses de comerç i reparació d'automòbils, 3 d'empreses de transport, 3 d'empreses d'hostatgeria i restauració, 4 d'empreses d'informació i comunicació, 6 d'empreses financeres, 12 d'empreses immobiliàries, 19 d'empreses de serveis, 9 d'entitats de l'administració pública i 9 d'empreses classificades com a «altres activitats de serveis».
Dels 25 establiments de servei als particulars que hi havia el 2009, 1 era una oficina de correu, 2 tallers de reparació d'automòbils i de material agrícola, 2 paletes, 1 fusteria, 4 lampisteries, 2 electricistes, 2 perruqueries, 2 restaurants, 8 agències immobiliàries i 1 saló de bellesa.
Dels 6 establiments comercials que hi havia el 2009, 2 eren botiges de menys de 120 m², 1 una botiga de menys de 120 m², 1 una fleca, 1 una botiga de roba i 1 una joieria.

## Equipaments sanitaris i escolars
El 2009 hi havia 1 escola maternal i 1 escola elemental.

## Poblacions més properes
El següent diagrama mostra les poblacions més properes.